# Каджар, Сейфулла Мирза
Сейфулла Мирза Каджар (Персидский принц Сейфулла-Мирза, азерб. Seyfulla Mirzə Qacar, 6 марта 1864, Тифлис — 29 июля 1926, Баку) — российский и азербайджанский военный деятель, полковник.

## Биография

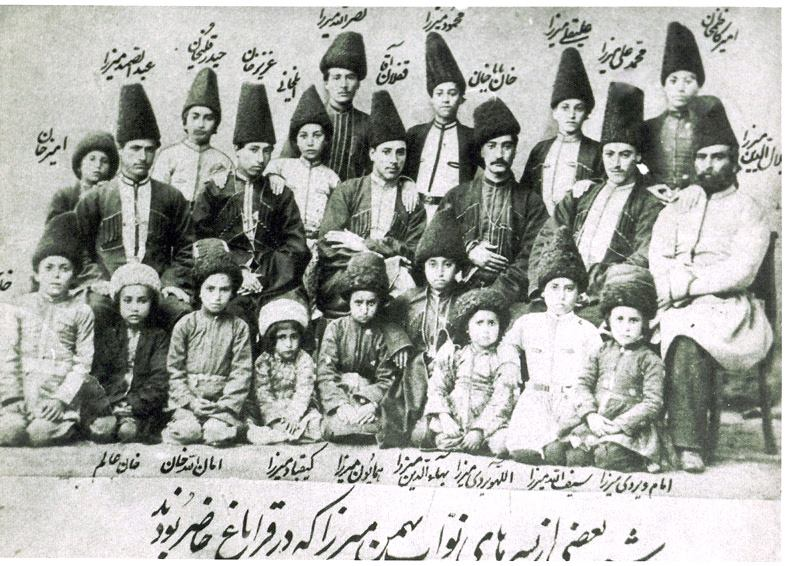
Групповая фотография сыновей Бахман-мирзы 1869 года, на которой изображен и Сейфулла-Мирза (сидит на коленях в первом ряду, второй справа)

Сын персидского принца Бахмана Мирзы. Согласно метрическому свидетельству, родился в Тифлисе от законной жены Персидского принца Бехмен Мирзы — Гевхар Ханум Исмаил Хан кызы.
Общее образование получил в доме родителей и в Кавказской учебной роте. 10 декабря 1880 года Высочайшим приказом определён в службу прапорщиком с зачислением по армейской пехоте. 28 марта 1881 года прикомандирован к 149-му пехотному Черноморскому полку 38-й пехотной дивизии. 25 декабря 1882 года откомандирован к 1-му Кавказскому конному полку Кубанского казачьего войска. Назначен субалтерн-офицером в 3-ю сотню.
С 23 марта 1884 года по 10 января 1885 года был командирован с 4 сотнями полка в укрепление Мерв Закаспийской области.
18 декабря 1885 года прикомандирован к 1-му Полтавскому конному полку Кубанского казачьего войска. 4 февраля 1886 года был назначен субалтерн-офицером в 3-ю сотню.
Подпоручик (ст. 30 августа 1884). Участник кампании 1884—1885 [в Туркестане?]. Высочайшим приказом 28 мая 1887 года переведён в 152-й пехотный Владикавказский полк 38-й пехотной дивизии. Поручик (ст. 30 августа 1888). 5 апреля 1895 года переведён в 156-й пехотный Елисаветпольский полк 39-й пехотной дивизии. Штабс-капитан (ст. 15 марта 1899). Капитан (ст. 6 мая 1900).
20 октября 1900 года переведен в 79-й пехотный Куринский полк 20-й пехотной дивизии. Командовал ротой (10 л. 4 м. 13 д.). 10 мая 1905 года в Кутаиси принёс присягу на подданство России. Сейфулла-Мирза — единственный из сыновей принца Бахман-Мирзы, который согласно архивным и семейным документам, присягнул на подданство России. C 27 сентября по 3 ноября 1906 года был командирован в Офицерскую стрелковую школу в Ораниенбауме для изучения пулемётного дела. Подполковник (ст. 26 августа 1912) с переводом в 208-й пехотный Лорийский полк 52-й пехотной дивизии. 25 сентября назначен командиром 1-го батальона.
Участник первой мировой войны. Был трижды ранен: в боях у деревень Словики-Нове (30.09.1914), Седалски (22.04.1915) и Красное (20.06.1915.) Переведён в Шемахинский 205-й пехотный полк 52-й пехотной дивизии (ВП 8 января 1916). Командовал батальоном. Полковник (ст. 19 июля 1915).
19 февраля 1917 года был награждён Георгиевским оружием
за то, что, состоя в чине подполковника, в бою 22 апреля 1915 г. у дер. Седалски, когда полку приказано было отходить, а неприятель повел атаку на его батальон, несмотря на полученную контузию, энергично перешел в контратаку с целью задержать немцев и дать возможность спокойно отойти соседним батальонам. Будучи затем окружен противником, отважно пробился и присоединился к своему полку.
6 марта 1917 года приказом армии и флоту о военных чинах сухопутного ведомства полковник Сейфулла-Мирза был назначен командиром 15-го Заамурского пограничного пехотного полка. 19 августа того же года, по болезни был освобождён от должности и зачислен с состоянием по армейской пехоте в резерв чинов при штабе Кавказского военного округа.

## Служба в Азербайджане
15 ноября 1918 года приказом товарища военного министра АДР генерала от артиллерии Самедбека Мехмандарова был «допущен к исправлению должности начальника интендантского отдела» Главного штаба армии. 6 января 1919 года приказом военного министра генерала Мехмандарова был назначен командиром 3-го пехотного Гянджинского полка. 1 июня того же года согласно поданного рапорта об увольнении «вследствие расстроенного здоровья в отставку», исключён со службы и из списков войск Азербайджанской Республики. 20 сентября 1919 года полковник принц Сейфулла Мирза Каджар был вновь принят на службу и назначен штаб-офицером для поручений при военном ведомстве «с прикомандированием для письменных занятий к Главному Штабу».
В 1920 году был штаб‑офицером для поручений при Военном министре АДР.

## Награды
- Святого Станислава 3-й ст. (28 марта 1904);
- Святой Анны 3-й ст. (10 февраля 1910);
- Орден Святого Станислава 2-й ст. (6 декабря 1912);
- Орден Святого Владимира 4-й ст. с мечамии бантом (10 сентября 1915);
- Орден Святого Владимира 3-й ст. (27 января 1917);
- Георгиевское оружие (19 февраля 1917)